# Mesoligia erratricula
Mesoligia erratricula är en fjärilsart som beskrevs av Freyer. Mesoligia erratricula ingår i släktet Mesoligia och familjen nattflyn. Inga underarter finns listade i Catalogue of Life.